# اتفاقية باريس (1898)
معاهدة باريس عام 1898، وقعت في 10 ديسمبر 1898، وانهت الحرب الأمريكية الإسبانية.

## التفاصيل
اجتمع المندوبون عن الولايات المتحدة الأمريكية وإسبانيا في باريس في 1 أكتوبر 1898 لوضع معاهدة من شأنها أن تضع حدا للحرب بعد ستة أشهر من القتال. وتألفت اللجنة الاميركية من وليام داى ووايتلو ريد وعضوا مجلس الشيوخ كوشمان ك ديفيس، ويليام فري، وجورج غراي.أما اللجنة الأسبانية فشملت الدبلوماسيين يوجينيو ريوس مونتيرو، دي ابارزوزا بوينافينتورا، خوسيه دي جارنيكا، وينكسلاو راميريز دي فيلا - أوروتيا، رافائيل كريرو، فضلا عن دبلوماسي فرنسي وهو جول كامبون.
اشترطت معاهدة باريس أن تصبح كوبا مستقلة عن أسبانيا ولكن الكونغرس الأمريكي قام بالتأكد من أنها ستكون تحت سيطرة الولايات المتحدة من خلال تعديل بلات. على وجه التحديد تتخلي أسبانيا عن جميع المطالب بالسيادة والملكية لكوبا. وعند إخلاء كوبا من القوات الأسبانية، يتم الاحتلال من قبل الولايات المتحدة، وتتولى الولايات المتحدة تصريف أية التزامات بموجب القانون الدولي التي يمكن أن تنجم عن واقع الاحتلال.
و أقرت المعاهدة أيضا أن أسبانيا سوف تتنازل عن جزيرة بورتوريكو والجزر الأخرى في جزر الهند الغربية، وكذلك جزيرة غوام في ماريانا.
كان الخلاف الرئيسي بخصوص حالة الفلبين. فقد جادل المفوضون الأسبان بأن مانيلا قد استسلمت بعد الهدنة ولذا لا يمكن المطالبة بالفلبين كغنيمة حرب، لكنها أسفرت في النهاية عن ذلك لأنه لم يكن لديهم خيار آخر، وعلي الولايات المتحدة دفع 20 مليون دولار لأسبانيا في نهاية المطاف لحيازة الفلبين. علي أن تتنازل أسبانيا إلى الولايات المتحدة عن الارخبيل المعروف باسم جزر الفلبين، الجزر الواقعة حولها.
و كانت المعاهدة المثير للجدل موضع نقاش في مجلس الشيوخ في الولايات المتحدة خلال فصل الشتاء من 1898-1899، وتمت الموافقة عليها في 6 فبراير 1899 عن طريق التصويت بأغلبية 57 صوت ومعارضة 27، مما يعنى صوت واحد فقط أكثر من أغلبية الثلثين المطلوبة. فقط 2 من الجمهوريين صوتوا ضد التصديق.
وفقا للمعاهدة ستقوم أسبانيا بالآتي:
- التخلي عن كل الحقوق في كوبا
- استسلام بورتوريكو والتخلي عن ممتلكاتهم في جزر الهند الغربية،
- استسلام جزيرة غوام إلى الولايات المتحدة الأمريكية
- استسلام الفلبين إلى الولايات المتحدة.

وضعت هذه الهزيمة حد للإمبراطورية الأسبانية في أمريكا وأيضا - وبعد ذلك بعام واحد- في المحيط الهادي (بعد المعاهدة الألمانية الأسبانية(1899))، وبدء عصر من القوة الاستعمارية للولايات المتحدة.

## المناقشة في مجلس الشيوخ على التصديق على المعاهدة
خلال مناقشة في مجلس الشيوخ على التصديق على المعاهدة، كان أعضاء مجلس الشيوخ جورج فريزبي هور وجورج غراهام من أبرز معارضي المعاهدة.
و قال السيناتور جورج هور "هذه المعاهدة تجعلنا نبدو كامبراطورية مبتذلة، وندخل في سباق علي السيطرة على الدول، حيث فئة واحدة يجب أن تحكم إلى الابد، وفئات أخرى يجب أن تطيع إلى الأبد".
بعض مكافحي الامبريالية ان ذلك يشكل انتهاكا لأبسط مبادئ الدستور. وقالوا إن أيا من الكونغرس أو رئيس الجمهورية ليس لهم الحق في إصدار القوانين التي تحكم الشعوب المستعمرة والتي ليست ممثلة من قبل واضعي القانون.
الإمبرياليون مجلس الشيوخ الذين أيدوا المعاهدة قالوا :
"وفي حال توجيه الولايات المتحدة لرفض المعاهدة، ولنفترض اننا نرفض هذه المعاهدة. وأننا ما زلنا في حالة الحرب. وأننا نرفض أي رئيس الجمهورية. سنبدوا كأمة غير قادرة على اتخاذ مرتبة واحدة من أكبر القوى في العالم !"—السناتور هنري كابوت لودج
قال التوسعيون إن الدستور لا ينطبق إلا على مواطني الولايات المتحدة. ودعمت هذه الفكرة فيما بعد من قبل المحكمة العليا وخاصة في حالات الجزر.
وأثناء استمرار المناقشة في مجلس الشيوخ، التمس السيناتور اندرو كارنيجي والرئيس السابق لمجلس الشيوخ في كليفلاند رفض المعاهدة.